# گمینا یاستکوو
گمینا یاستکوو (به لهستانی:  Gmina Jastków) یک گمینا در لهستان است که در شهرستان لوبلین واقع شده‌است. گمینا یاستکوو ۱۱۳٫۷۶ کیلومتر مربع مساحت و ۱۳٬۴۷۹ نفر جمعیت دارد.